# Offensive tackle
Pour les articles homonymes, voir Bloqueur.

Position des offensive tackles (en violet) dans un schéma de jeu classique au football américain

Un offensive tackle, tackle ou bloqueur au Canada, est un joueur de football américain ou de football canadien qui évolue au sein de l'escoudade offensive, plus précisément dans la ligne offensive située devant le quart-arrière (quarterback) et chargée de bloquer les adversaires défensifs.
Historiquement, dans le système one-platoon  qui a prévalu de la fin du XIXe siècle au début du XXe siècle, un tackle jouait en attaque et en défense. Depuis l'ère moderne qui met en avant la spécificité des diverses unités, l'offensive tackle et de defensive tackle sont devenus des postes tout à fait différents. Le terme tackle ne désigne plus actuellement que le tackle offensif. 
Le tackle (T ou OT)  est un poste situé dans l'alignement offensif de l'équipe, à gauche (LT) ou à droite (RT)  Comme les autres joueurs de la ligne offensive, il est situé devant le quarterback.

## Rôle et qualités

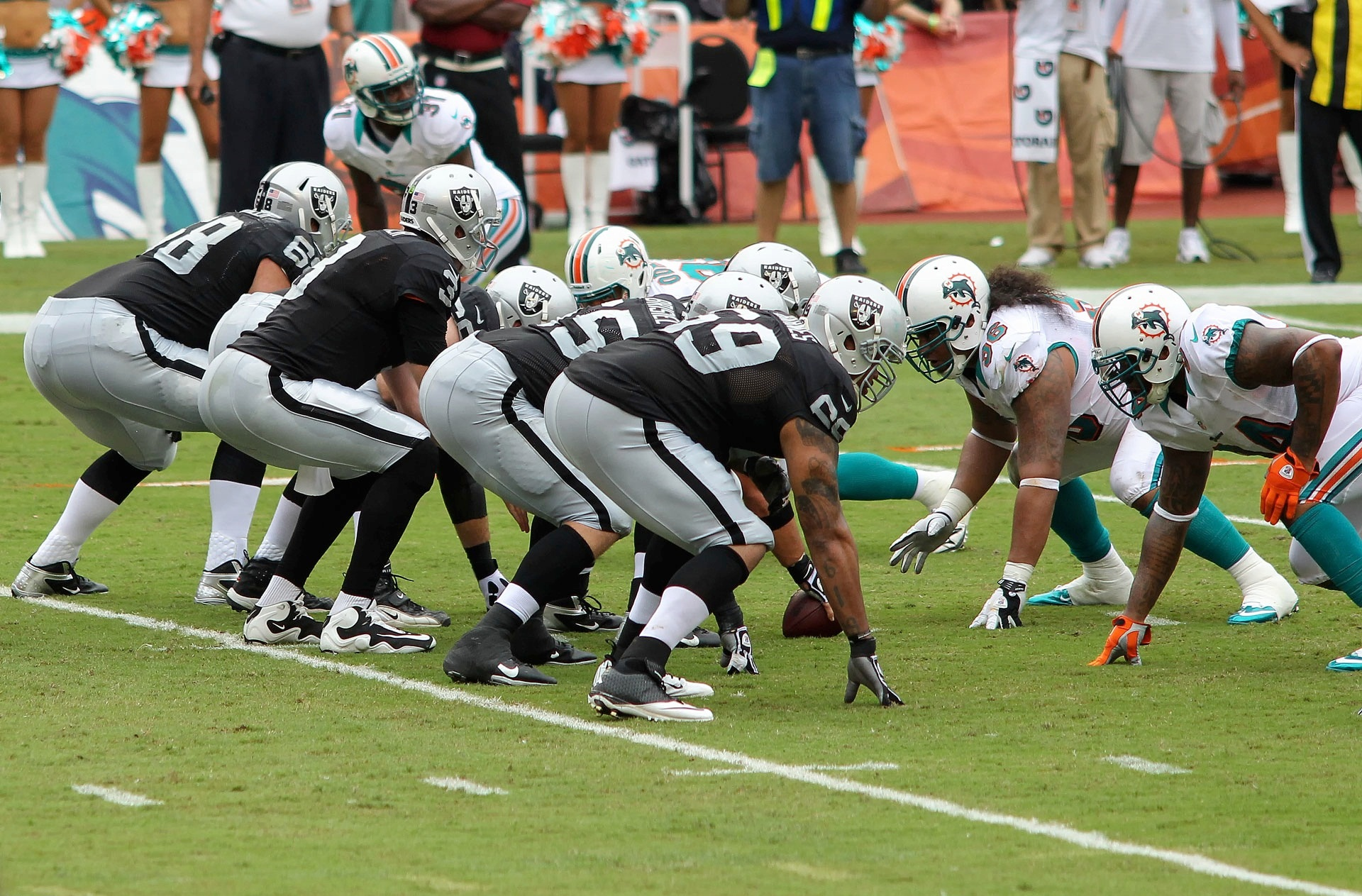
La ligne offensive des Raiders d’Oakland contre les Dolphins de Miami en 2012.

Le travail du tackle est de bloquer pour :
- physiquement empêcher les défenseurs adverses de s'approcher du joueur détenant le ballon et principalement empêcher le sack du quarterback derrière la ligne de mêlée ;
- créer des ouvertures pour donner la possibilité au running back (ou au fullback) de progresser et éventuellement aller marquer un touchdown.

Ils sont deux, situés à chaque extrémité de la ligne offensive.
Le tackle occupe une forte position sur la ligne offensive. Il renforce ses blocs par de petits pas saccadés et par une très bonne maniabilité. Ses blocs visent la protection du quarterback, du running back ou du fullback des charges des défenseurs adverses. Habituellement, le tackle défend sur les flancs contre les defensive ends adverses. Néanmoins, si son tight end quitte sa position en vue d'une réception, il devra en plus de son travail habituel suppléer à son tight end et bloquer le défenseur que celui-ci aurait pu avoir en charge. 
Comme les autres joueurs de ligne offensive, il s'agit de gros gabarits. En NFL, le tackle mesure généralement plus de 1,93 m (6′ 4″) et pèse entre 135 et 155 kg. Il possède un gabarit semblable à celui d'un offensive guard.
Un tackle (comme les trois autres joueurs de la ligne offensive) ne peut : 
- recevoir une passe lancée par son quarterback sous peine de voir infliger une pénalité à l'équipe. Le seul moyen pour ce joueur de toucher le ballon volontairement est de récupérer un ballon échappé (fumble).
- bloquer un adversaire par derrière, le bloc devant se faire de face ;
- agripper, tenir son adversaire sinon il commet également une faute (holding).

## Tackle droit
Le Right tackle  (RT) est habituellement le meilleur bloqueur de son équipe. La plupart des courses sont jouées du côté fort de la ligne offensive (le côté avec le tight end). Par conséquent, le tackle droit fera face aux meilleurs bloqueurs de course adverses.  Il doit être capable lors de ses blocs de créer un espace dans lequel son running back pourra s'engouffrer. 

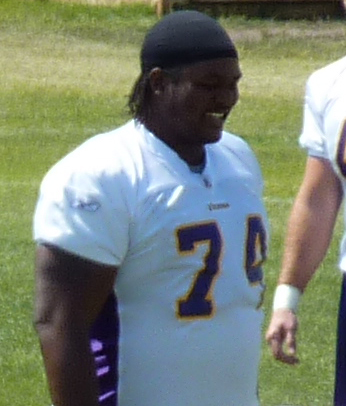
L'ancien tackle offensif des Vikings du Minnesota, Bryant McKinnie

## Tackle gauche
Le left tackle (LT) est habituellement le meilleur passe-bloqueur (bloqueur d’un défenseur qui vise à empêcher une passe du quarterback). Par rapport au tackle droit, il devra avoir un meilleur jeu de jambe et une meilleure agilité afin de pouvoir contrecarrer les pass rush (courses vers le passeur) des defensive ends. Lorsqu'un quarterback droitier effectue une passe avant, ses épaules sont alignées perpendiculairement à l'axe de la ligne de mêlée avec l'épaule forte dirigée vers l'arrière. Le quarterback droitier tourne donc le dos aux défenseurs adverses qui arrivent de sa gauche ce qui crée un côté aveugle que le tackle gauche se doit de protéger. Une équipe ayant un quarterback gaucher, à contrario, doit donc avoir ses meilleurs passe-bloqueurs à droite pour les mêmes raisons, le côté aveugle du quarterback étant alors situé sur sa droite.
Le livre The Blind Side: Evolution of a Game (en) écrit en 2006 par Michael Lewis, et le film homonyme The Blind Side réalisé en 2009 par John Lee Hancock, met en lumière le fonctionnement de la position de tackle gauche. Le livre et l'introduction du film expliquent pourquoi le salaire annuel en NFL de ces joueurs a explosé au milieu des années 1990. Ils sont très recherchés et sont souvent les deuxièmes joueurs les mieux payés de leur équipe après le quarterback. Lors de la draft 2013 de la NFL, trois des quatre premiers joueurs sélectionnés jouaient à la position de tackle gauche et habituellement, il y a toujours au moins un tackle gauche sélectionné dans les 5 premières positions des drafts :
- Ronnie Stanley en 2016, 6e choix global ;
- Brandon Scherff en 2015, 5e choix global ;
- Greg Robinson en 2014, 2e choix global ;
- Eric Fisher en 2013, 1er choix global
- Luke Joeckel en 2013, 2e choix global ;
- Lane Johnson en 2013, 4e choix global ;
- Matt Kalil en 2012, 4e choix global ;
- Trent Williams en 2010, 4e choix global ;
- Jake Long en 2008, 1er choix global ;
- Joe Thomas en 2007, 3e choix global.